# Nazarabad
Nazarabad (persisch نظرآباد) ist die Hauptstadt des Verwaltungsbezirks Nazarabad in der iranischen Provinz Alborz. 2016 hatte die Stadt über ca. 120.000 Einwohner.

## Geografie
Die Stadt liegt im südwestlichen Teil von Alborz, südlich des Elburs-Gebirge, nahe von Karadsch, der Provinzhauptstadt. 

## Geschichte
Nazarabad ist ein alter Wohnort. Archäologen haben verschiedene alte Materialien gefunden. Die heutige Gemeinde wurde im Jahr 2002 gegründet.

## Klima
Das Klimaklassifizierungssystem von Köppen-Geiger klassifiziert das Klima als semiarides Klima (BSk).

## Wirtschaft
Nazarabad hat ein Industriegebiet, außerdem ist die Gegend um die Stadt ein Produktionszentrum für Obst.